# 小鎮星熱點
《小鎮星熱點》是日本電視台於2025年1月12日至3月16日播出的週日連續劇，由市川實日子主演。

## 登場人物

### 主要人物
- 遠藤清美〈41〉：市川實日子

在山梨縣的商業旅館「Lake Hotel 淺之湖」工作的單親媽媽。畢業於甲斐文化大學。

### Lake Hotel 淺之湖
- 高橋孝介：角田晃廣

清美的前輩。前台。真實身份是外星人與地球人的混血兒。
- 磯村由美：夏帆

清美的後輩。前台。熱衷於都市傳說。
- 小野寺充：白石隼也

清美的同事。前台。
- 澤田惠理（沢田えり）：坂井真紀

清美的同事。前台。
- 中本和江（中本こずえ）：野呂佳代

清美的同事。清潔員。
- 奧田貴弘：田中直樹

旅館經理。清美的上司。
- 原田芳惠：筒井真理子

老闆。

### 住宿客
- 村上文男 / 村上博貴：小日向文世

長期住宿客。真實身分是未來人。
- 古田：山本耕史

住宿客。真實身分是未來人。

### 清美相關人物
- 中村葉月：鈴木杏

好友。小學老師。
- 日比野美波：平岩紙

好友。泌尿科護士。
- 遠藤若葉：住田萌乃

女兒。現就讀於中學二年級。
- 田中晉平：大倉孝二

前夫。若葉的父親。實為外星人與地球人的混血兒。
- 岡田綾乃：木南晴夏

中學同學。
- 稻本紀子：MEGUMI

中學同學。小酒館「NON」的老闆。
- 蓑田賢治：前野朋哉

中學同學。律師。

### 日本電視台
- 岸本祐馬：池松壮亮

綜藝節目「月曜夜未央」的導演。
- 松崎將吾：前田旺志郎

綜藝節目「月曜夜未央」的工作人員。岸本的助手。
- 新座良幸：真島秀和

綜藝節目「月曜夜未央」的總導演。岸本的上司。

### 岡田家
- 岡田栗（岡田りつ）：原春奈

綾乃的女兒。5歲。喜歡畫畫。
- 岡田信一：田村健太郎

綾乃的丈夫。任職於市役所產業建設部。

### 高橋家
- 高橋恭介：野間口徹

高橋的父親。外星人。
- 高橋弘子：安藤櫻（老年期：松金米子）

高橋的母親。地球人。

### 其他人物
- 餐廳店員：水島香織

清美3人聚會時的餐廳「蒙布朗」的店員。
- 梅本雅子：菊地凛子

富士淺田市的新市長。
- 真鍋瑞稀：志田未來

小酒館「NON」的員工。由美的幼時好友。真實身份是超能力者。
- 古屋元：大河内浩

富士淺田市的前市長。

## 製作團隊
- 劇本：笨蛋節奏
- 配樂：fox capture plan
- 導演：水野格、山田信義、松田健斗
- 製作人：小田玲奈、小田井雄介、野田健太
- 總製作人：道坂忠久
- 企画協力：柵木藝能社
- 制作協力：Socket
- 製作著作：日本電視台

## 播出日程
- 最終話因『MLB開幕戰 2025年熱身賽 讀賣巨人×芝加哥小熊』延長播出（19:00 - 21:49），因而延後55分鐘播出（22:25 - 翌0:20）。

| 集數                                                                      | 播出日期 | 副標題 | 標題 | 導演     | 收視率 |
| ------------------------------------------------------------------------- | -------- | ------ | ---- | -------- | ------ |
| 第1話                                                                     | 1月12日  |        |      | 水野格   | 5.6%   |
| 第2話                                                                     | 1月19日  |        |      | 水野格   | 5.9%   |
| 第3話                                                                     | 1月26日  |        |      | 水野格   | 5.3%   |
| 第4話                                                                     | 2月02日  |        |      | 山田信義 | 5.8%   |
| 第5話                                                                     | 2月09日  |        |      | 松田健斗 | 5.7%   |
| 第6話                                                                     | 2月16日  |        |      | 山田信義 | 5.6%   |
| 第7話                                                                     | 2月23日  |        |      | 松田健斗 | 5.5%   |
| 第8話                                                                     | 3月02日  |        |      | 水野格   | 5.9%   |
| 第9話                                                                     | 3月09日  |        |      | 水野格   | 6.7%   |
| 最終話                                                                    | 3月16日  |        |      | 水野格   | 5.6%   |
| 平均收視率 5.8%（收視率由Video Research調查關東地區、家戶的即時統計資料） |          |        |      |          |        |

## 外部連結
- 官方网站－日本電視台（日語）
  - 電視劇的X（前Twitter）
  - 電視劇的Instagram帳戶
  - 電視劇的TikTok
- 在Netflix上觀看《小鎮星熱點》

| 日本 日本電視台 週日連續劇                                    | 日本 日本電視台 週日連續劇                                  | 日本 日本電視台 週日連續劇 |
| ------------------------------------------------------------- | ----------------------------------------------------------- | -------------------------- |
|                                                               | 小鎮星熱點 （2025年1月12日－3月16日）                       |                            |
| 若草物語 -戀愛姐妹與無法戀愛的我- （2024年10月6日－12月15日） | 廢柴經紀人！-我來管理廢柴的藝人- （2025年4月20日－6月22日） |                            |